# Olympische Sommerspiele 2020/Teilnehmer (Kuwait)
| Gelbes Symbol für Goldmedaillen mit stilisierten Olympischen Ringen | Graues Symbol für Silbermedaillen mit stilisierten Olympischen Ringen | Braundes Symbol für Bronzemedaillen mit stilisierten Olympischen Ringen |
| ------------------------------------------------------------------- | --------------------------------------------------------------------- | ----------------------------------------------------------------------- |
| —                                                                   | —                                                                     | 1                                                                       |

Kuwait nahm an den Olympischen Spielen 2020 in Tokio mit zehn Sportlern in fünf Sportarten teil. Es war die insgesamt 14. Teilnahme an Olympischen Sommerspielen.

## Medaillen

### Medaillenspiegel
| Rang   | Sportart | Gold | Silber | Bronze | Gesamt |
| ------ | -------- | ---- | ------ | ------ | ------ |
| 1      | Schießen | –    | –      | 1      | 1      |
| Gesamt | Gesamt   | 0    | 0      | 1      | 1      |

### Medaillengewinner
| Name/n              | Sportart | Wettkampf |
| ------------------- | -------- | --------- |
| Bronze              |          |           |
| Abdullah al-Rashidi | Schießen | Skeet     |

## Teilnehmer nach Sportarten

### Karate

#### Kata
| Athleten           | Wettbewerb | Ausscheidungsrunde | Ausscheidungsrunde | Platzierungsrunde | Platzierungsrunde | Kampf um Gold / Bronze | Kampf um Gold / Bronze | Kampf um Gold / Bronze | Rang |
| Athleten           | Wettbewerb | Punkte             | Rang               | Punkte            | Rang              | Gegner                 | Punkte                 | Rang                   | Rang |
| ------------------ | ---------- | ------------------ | ------------------ | ----------------- | ----------------- | ---------------------- | ---------------------- | ---------------------- | ---- |
| Männer             |            |                    |                    |                   |                   |                        |                        |                        |      |
| Mohammed al-Mosawi | Kata       | 24,28              | 5                  | ausgeschieden     | ausgeschieden     | ausgeschieden          | ausgeschieden          | ausgeschieden          | 10   |

### Leichtathletik
Laufen und Gehen 
| Athleten                | Wettbewerb   | Vorlauf | Vorlauf | Runde 1 | Runde 1 | Halbfinale    | Halbfinale    | Finale        | Finale        | Rang          |
| Athleten                | Wettbewerb   | Zeit    | Rang    | Zeit    | Rang    | Zeit          | Rang          | Zeit          | Rang          | Rang          |
| ----------------------- | ------------ | ------- | ------- | ------- | ------- | ------------- | ------------- | ------------- | ------------- | ------------- |
| Frauen                  |              |         |         |         |         |               |               |               |               |               |
| Mudhawi al-Shammari     | 100 m        | 11,82 s | 3       | 11,81 s | 8       | ausgeschieden | ausgeschieden | ausgeschieden | ausgeschieden | ausgeschieden |
| Männer                  |              |         |         |         |         |               |               |               |               |               |
| Yaqoub Mohamed al-Youha | 110 m Hürden | —       | —       | 13,69 s | 7       | ausgeschieden | ausgeschieden | ausgeschieden | ausgeschieden | ausgeschieden |

### Rudern
| Athleten              | Wettbewerb | Vorlauf     | Vorlauf | Vorlauf       | Hoffnungslauf | Hoffnungslauf | Hoffnungslauf  | Viertelfinale | Viertelfinale | Viertelfinale | Halbfinale  | Halbfinale | Halbfinale    | Finale      | Finale | Rang |
| Athleten              | Wettbewerb | Zeit        | Platz   | Qualifikation | Zeit          | Platz         | Qualifikation  | Zeit          | Platz         | Qualifikation | Zeit        | Platz      | Qualifikation | Zeit        | Platz  | Rang |
| --------------------- | ---------- | ----------- | ------- | ------------- | ------------- | ------------- | -------------- | ------------- | ------------- | ------------- | ----------- | ---------- | ------------- | ----------- | ------ | ---- |
| Männer                |            |             |         |               |               |               |                |               |               |               |             |            |               |             |        |      |
| Abdulrahman al-Fadhel | Einer      | 8:49,03 min | 5       | Hoffnungslauf | 9:04,73 min   | 4             | Halbfinale E/F | –             | –             | –             | 8:56,83 min | 4          | Finale F      | 8:32,67 min | 2      | 31   |

### Schießen
| Athleten              | Wettbewerb | Qualifikation   | Qualifikation | Finale          | Finale        | Rang   |
| Athleten              | Wettbewerb | Ringe/ Scheiben | Rang          | Ringe/ Scheiben | Rang          | Rang   |
| --------------------- | ---------- | --------------- | ------------- | --------------- | ------------- | ------ |
| Männer                |            |                 |               |                 |               |        |
| Abdulrahman al-Faihan | Trap       | 123             | 3             | 18              | 6             | 6      |
| Talal al-Rashidi      | Trap       | 122             | 7             | ausgeschieden   | ausgeschieden | 7      |
| Abdullah al-Rashidi   | Skeet      | 122 (7)         | 5             | 46              | 3             | Bronze |
| Mansour al-Rashidi    | Skeet      | 120             | 16            | ausgeschieden   | ausgeschieden | 16     |

### Schwimmen
| Athleten    | Wettbewerb          | Vorlauf | Vorlauf | Halbfinale    | Halbfinale    | Finale        | Finale        | Rang |
| Athleten    | Wettbewerb          | Zeit    | Rang    | Zeit          | Rang          | Zeit          | Rang          | Rang |
| ----------- | ------------------- | ------- | ------- | ------------- | ------------- | ------------- | ------------- | ---- |
| Frauen      |                     |         |         |               |               |               |               |      |
| Lara Dashti | 50 m Freistil       | 29,69 s | 67      | ausgeschieden | ausgeschieden | ausgeschieden | ausgeschieden | 67   |
| Männer      |                     |         |         |               |               |               |               |      |
| Abbas Qali  | 100 m Schmetterling | 53,62 s | 48      | ausgeschieden | ausgeschieden | ausgeschieden | ausgeschieden | 48   |